# Asura quadrifasciata
Asura quadrifasciata là một loài bướm đêm thuộc phân họ Arctiinae, họ Erebidae.